# Círculo eleitoral dos Açores
Círculo eleitoral dos Açores é um dos 22 círculos eleitorais plurinominais da Assembleia da República. O círculo eleitoral foi estabelecido em 1979, depois que as ilhas atlânticas receberam autonomia. É contíguo à Região Autónoma dos Açores. O círculo eleitoral atualmente elege cinco dos 230 deputados da Assembleia da República usando o sistema eleitoral de representação proporcional de lista partidária fechada. Na eleições legislativas de 2025, teve 230,289 eleitores registrados.

## Sistema eleitoral
Os Açores elegem atualmente 5 dos 230 deputados à Assembleia da República, cerca de 2% da composição total do Parlamento português, segundo o sistema eleitoral de representação proporcional de lista fechada. A atribuição dos lugares é efetuada segundo o método D'Hondt.

## Resultados das eleições
| Ano  | %       | D       | %    | D  | %      | D      | %           | D           | %       | D       | %   | D   | %    | D   | %    | D   | %    | D    | %    | D   | %  | D  | % | D | %  | D  | %  | D  | %  | D  |
| Ano  | PPD/PSD | PPD/PSD | PS   | PS | CDS-PP | CDS-PP | PCP/APU/CDU | PCP/APU/CDU | MDP/CDE | MDP/CDE | UDP | UDP | PRD  | PRD | PSN  | PSN | B.E. | B.E. | PAN  | PAN | AA | AA | L | L | CH | CH | IL | IL | AD | AD |
| ---- | ------- | ------- | ---- | -- | ------ | ------ | ----------- | ----------- | ------- | ------- | --- | --- | ---- | --- | ---- | --- | ---- | ---- | ---- | --- | -- | -- | - | - | -- | -- | -- | -- | -- | -- |
| 1975 | 59,3    | 5       | 26,9 | 1  | 3,5    | –      | 1,9         | –           | 2,3     | –       | –   | –   |      |     |      |     |      |      |      |     |    |    |   |   |    |    |    |    |    |    |
| 1976 | 49,5    | 4       | 33,6 | 2  | 10,7   | –      | 1,5         | –           |         |         | –   | –   |      |     |      |     |      |      |      |     |    |    |   |   |    |    |    |    |    |    |
| 1979 | 52,0    | 3       | 30,0 | 2  | 7,3    | –      | 3,1         | –           | APU     | APU     | 1,7 | –   |      |     |      |     |      |      |      |     |    |    |   |   |    |    |    |    |    |    |
| 1980 | 57,0    | 4       | 27,3 | 1  | 4,5    | –      | 3,1         | –           | APU     | APU     | 1,3 | –   |      |     |      |     |      |      |      |     |    |    |   |   |    |    |    |    |    |    |
| 1983 | 54,5    | 3       | 31,1 | 2  | 4,7    | –      | 3,1         | –           | APU     | APU     | 0,6 | –   |      |     |      |     |      |      |      |     |    |    |   |   |    |    |    |    |    |    |
| 1985 | 48,3    | 3       | 20,1 | 1  | 6,5    | –      | 4,4         | –           | APU     | APU     | 1,2 | –   | 15,2 | 1   |      |     |      |      |      |     |    |    |   |   |    |    |    |    |    |    |
| 1987 | 66,7    | 4       | 20,0 | 1  | 3,3    | –      | 2,3         | –           | 0,3     | –       | 0,5 | –   | 3,0  | –   |      |     |      |      |      |     |    |    |   |   |    |    |    |    |    |    |
| 1991 | 64,1    | 4       | 25,8 | 1  | 3,4    | –      | 1,3         | –           |         |         | 0,4 | –   | 0,4  | –   | –    | –   |      |      |      |     |    |    |   |   |    |    |    |    |    |    |
| 1995 | 47,8    | 3       | 37,6 | 2  | 9,4    | –      | 1,8         | –           | 0,4     | –       |     |     | –    | –   |      |     |      |      |      |     |    |    |   |   |    |    |    |    |    |    |
| 1999 | 35,8    | 2       | 53,3 | 3  | 5,6    | –      | 1,7         | –           |         |         | –   | –   | 1,1  | –   |      |     |      |      |      |     |    |    |   |   |    |    |    |    |    |    |
| 2002 | 45,4    | 3       | 41,0 | 2  | 8,4    | –      | 1,4         | –           |         |         | 1,4 | –   |      |     |      |     |      |      |      |     |    |    |   |   |    |    |    |    |    |    |
| 2005 | 34,4    | 2       | 53,1 | 3  | 4,0    | –      | 1,7         | –           | 2,9     | –       |     |     |      |     |      |     |      |      |      |     |    |    |   |   |    |    |    |    |    |    |
| 2009 | 35,7    | 2       | 39,7 | 3  | 10,3   | –      | 2,2         | –           | 7,3     | –       |     |     |      |     |      |     |      |      |      |     |    |    |   |   |    |    |    |    |    |    |
| 2011 | 47,4    | 3       | 25,7 | 2  | 12,1   | –      | 2,5         | –           | 4,4     | –       | 0,8 | –   |      |     |      |     |      |      |      |     |    |    |   |   |    |    |    |    |    |    |
| 2015 | 36,1    | 2       | 40,4 | 3  | AA     | AA     | 2,5         | –           | 7,8     | –       | 0,9 | –   | 3,9  | –   | 0,4  | –   |      |      |      |     |    |    |   |   |    |    |    |    |    |    |
| 2019 | 30,2    | 2       | 40,1 | 3  | 4,8    | –      | 2,4         | –           | 8,0     | –       | 2,6 | –   |      |     | 0,9  | –   | 0,8  | –    | 0,7  | –   |    |    |   |   |    |    |    |    |    |    |
| 2022 | AD      | AD      | 42,8 | 3  | AD     | AD     | 1,5         | –           | 4,3     | –       | 1,4 | –   | 0,9  | –   | 5,9  | –   | 4,1  | –    | 33,9 | 2   |    |    |   |   |    |    |    |    |    |    |
| 2024 | AD      | AD      | 29,2 | 2  | AD     | AD     | 1,1         | –           | 3,4     | –       | 1,6 | –   | 1,7  | –   | 15,8 | 1   | 2,7  | –    | 39,8 | 2   |    |    |   |   |    |    |    |    |    |    |

## Deputados Eleitos pelo Círculo eleitoral dos Açores
| Nome                       | Nome | Legislatura                                                                              | Situação                                                                                  | Mandato | Tempo por legislatura | Tempo Total |
| -------------------------- | ---- | ---------------------------------------------------------------------------------------- | ----------------------------------------------------------------------------------------- | --- | --------------------- | ----------- |
| Ana Martins                |      | XVII                                                                                     | Efetivo Definitivo                                                                        | 3 de junho de 2025 – presente | 10 dias               | 10 dias     |
| Francisco César            |      | XV                                                                                       | Efetivo                                                                                   | 29 de março de 2022 – 25 de março de 2024 | 1377 dias             | 1820 dias   |
| Francisco César            | XVI  | 26 de março de 2024 – 2 de junho de 2025                                                 | Efetivo                                                                                   | 433 dias |                       | 1820 dias   |
| Francisco César            | XVII | 3 de junho de 2025 – presente                                                            | Efetivo                                                                                   | 10 dias |                       | 1820 dias   |
| Francisco Pimentel         |      | XV                                                                                       | Efetivo                                                                                   | 29 de março de 2022 – 25 de março de 2024 | 1377 dias             | 1820 dias   |
| Francisco Pimentel         | XVI  | 26 de março de 2024 – 2 de junho de 2025                                                 | Efetivo                                                                                   | 433 dias |                       | 1820 dias   |
| Francisco Pimentel         | XVII | 3 de junho de 2025 – presente                                                            | Efetivo                                                                                   | 10 dias |                       | 1820 dias   |
| Nuna Menezes               |      | XVII                                                                                     | Efetivo                                                                                   | 3 de junho de 2025 – presente | 10 dias               | 10 dias     |
| Paulo Moniz                |      | XIV                                                                                      | Efetivo                                                                                   | 25 de outubro de 2019 – 28 de março de 2022 | 885 dias              | 2705 dias   |
| Paulo Moniz                | XV   | 29 de março de 2022 – 25 de março de 2024                                                | Efetivo                                                                                   | 1377 dias |                       | 2705 dias   |
| Paulo Moniz                | XVI  | 26 de março de 2024 – 2 de junho de 2025                                                 | Efetivo                                                                                   | 433 dias |                       | 2705 dias   |
| Paulo Moniz                | XVII | 3 de junho de 2025 – presente                                                            | Efetivo                                                                                   | 10 dias |                       | 2705 dias   |
| Miguel Arruda              |      | XVI                                                                                      | Efetivo                                                                                   | 26 de março de 2024 – 2 de junho de 2025 | 433 dias              | 433 dias    |
| Miguel Arruda              |      | XVI                                                                                      | Efetivo                                                                                   | 26 de março de 2024 – 2 de junho de 2025 | 433 dias              | 433 dias    |
| Sérgio Ávila               |      | VII                                                                                      | Efetivo                                                                                   | 27 de outubro de 1995 – 12 de agosto de 1996 17 de outubro de 1996 – 7 de novembro de 1996 | 301 dias              | 2111 dias   |
| Sérgio Ávila               | XV   | 29 de março de 2022 – 25 de março de 2024                                                | Efetivo                                                                                   | 1377 dias |                       | 2111 dias   |
| Sérgio Ávila               | XVI  | 26 de março de 2024 – 2 de junho de 2025                                                 | Efetivo                                                                                   | 433 dias |                       | 2111 dias   |
| Cláudia Cabrita            |      | XV                                                                                       | Efetivo Temporário                                                                        | 21 de fevereiro de 2024 – 26 de março de 2024 | 34 dias               | 34 dias     |
| Isabel Rodrigues           |      | XIV                                                                                      | Efetivo                                                                                   | 25 de outubro de 2019 – 28 de março de 2022 | 885 dias              | 919 dias    |
| Isabel Rodrigues           | XV   | 29 de março de 2022 – 2 de maio de 2022                                                  | Efetivo                                                                                   | 34 dias |                       | 919 dias    |
| João Azevedo Castro        |      | XIII                                                                                     | Efetivo                                                                                   | 23 de outubro de 2015 – 24 de outubro de 2019 | 1462 dias             | 3007 dias   |
| João Azevedo Castro        | XIV  | 25 de outubro de 2019 – 28 de março de 2022                                              | Efetivo                                                                                   | 885 dias |                       | 3007 dias   |
| João Azevedo Castro        | XV   | Efetivo Temporário                                                                       | 2 de maio de 2022 – 21 de fevereiro de 2024                                               | 660 dias |                       | 3007 dias   |
| António Ventura            |      | XIII                                                                                     | Efetivo                                                                                   | 23 de outubro de 2015 – 24 de outubro de 2019 | 1462 dias             | 1858 dias   |
| António Ventura            | XIV  | 25 de outubro de 2019 – 24 de novembro de 2020                                           | Efetivo                                                                                   | 396 dias |                       | 1858 dias   |
| Ilídia Quadrado            |      | XIV                                                                                      | Efetivo Temporário                                                                        | 24 de novembro de 2020 – 29 de março de 2022 | 490 dias              | 490 dias    |
| Lara Martinho              |      | XIII                                                                                     | Efetivo                                                                                   | 23 de outubro de 2015 – 24 de outubro de 2019 | 1462 dias             | 2347 dias   |
| Lara Martinho              | XIV  | 25 de outubro de 2019 – 28 de março de 2022                                              | Efetivo                                                                                   | 885 dias |                       | 2347 dias   |
| Berta Cabral               |      | XIII                                                                                     | Efetivo                                                                                   | 30 de outubro de 2015 – 25 de outubro de 2019 | 1456 dias             | 1456 dias   |
| Carlos César               |      | V                                                                                        | Efetivo                                                                                   | 13 de agosto de 1987 – 3 de novembro de 1991 | 1543 dias             | 3005 dias   |
| Carlos César               | XIII | 23 de outubro de 2015 – 24 de outubro de 2019                                            | Efetivo                                                                                   | 1462 dias |                       | 3005 dias   |
| Rosa Dart                  |      | XIII                                                                                     | Efetivo Temporário                                                                        | 23 de outubro de 2015 – 30 de outubro de 2015 | 7 dias                | 7 dias      |
| Carlos Enes                |      | XII                                                                                      | Efetivo                                                                                   | 20 de junho de 2011 – 22 de outubro de 2015 | 1585 dias             | 1585 dias   |
| Joaquim Ponte              |      | VIII                                                                                     | Efetivo                                                                                   | 25 de outubro de 1999 – 4 de abril de 2002 | 892 dias              | 5781 dias   |
| Joaquim Ponte              | IX   | 5 de abril de 2002 – 9 de março de 2005                                                  | Efetivo                                                                                   | 1069 dias |                       | 5781 dias   |
| Joaquim Ponte              | X    | Efetivo Temporário/Definitivo                                                            | 21 de abril de 2005 – 26 de fevereiro de 2009 13 de março de 2009 – 15 de outubro de 2009 | 1623 dias |                       | 5781 dias   |
| Joaquim Ponte              | XI   | Efetivo                                                                                  | 15 de outubro de 2009 – 19 de junho de 2011                                               | 612 dias |                       | 5781 dias   |
| Joaquim Ponte              | XII  | Efetivo                                                                                  | 20 de junho de 2011 – 22 de outubro de 2015                                               | 1585 dias |                       | 5781 dias   |
| Jorge Rodrigues Pereira    |      | XII                                                                                      | Efetivo Temporário/Definitivo                                                             | 4 de novembro de 2013 – 22 de outubro de 2015 | 717 dias              | 717 dias    |
| Lídia Bulcão               |      | XII                                                                                      | Efetivo                                                                                   | 20 de junho de 2011 – 22 de outubro de 2015 | 1585 dias             | 1585 dias   |
| João Bosco Mota Amaral     |      | VII                                                                                      | Efetivo                                                                                   | 27 de outubro de 1995 – 24 de outubro de 1999 | 1489 dias             | 7326 dias   |
| João Bosco Mota Amaral     | VIII | 25 de outubro de 1999 – 4 de abril de 2002                                               | Efetivo                                                                                   | 892 dias |                       | 7326 dias   |
| João Bosco Mota Amaral     | IX   | 5 de abril de 2002 – 9 de março de 2005                                                  | Efetivo                                                                                   | 1069 dias |                       | 7326 dias   |
| João Bosco Mota Amaral     | X    | 10 de março de 2005 – 14 de outubro de 2009                                              | Efetivo                                                                                   | 1679 dias |                       | 7326 dias   |
| João Bosco Mota Amaral     | XI   | 15 de outubro de 2009 – 19 de junho de 2011                                              | Efetivo                                                                                   | 612 dias |                       | 7326 dias   |
| João Bosco Mota Amaral     | XII  | 20 de junho de 2011 – 22 de outubro de 2015                                              | Efetivo                                                                                   | 1585 dias |                       | 7326 dias   |
| Ricardo Rodrigues          |      | X                                                                                        | Efetivo                                                                                   | 10 de março de 2005 – 14 de outubro de 2009 | 1679 dias             | 3159 dias   |
| Ricardo Rodrigues          | XI   | 15 de outubro de 2009 – 19 de junho de 2011                                              | Efetivo                                                                                   | 612 dias |                       | 3159 dias   |
| Ricardo Rodrigues          | XII  | 20 de junho de 2011 – 4 de novembro de 2013                                              | Efetivo                                                                                   | 868 dias |                       | 3159 dias   |
| Luiz Fagundes Duarte       |      | VIII                                                                                     | Efetivo                                                                                   | 25 de outubro de 1999 – 4 de abril de 2002 | 892 dias              | 4252 dias   |
| Luiz Fagundes Duarte       | IX   | 5 de abril de 2002 – 9 de março de 2005                                                  | Efetivo                                                                                   | 1069 dias |                       | 4252 dias   |
| Luiz Fagundes Duarte       | X    | 10 de março de 2005 – 14 de outubro de 2009                                              | Efetivo                                                                                   | 1679 dias |                       | 4252 dias   |
| Luiz Fagundes Duarte       | XI   | 15 de outubro de 2009 – 19 de junho de 2011                                              | Efetivo                                                                                   | 612 dias |                       | 4252 dias   |
| Maria Luísa Santos         |      | XI                                                                                       | Efetivo                                                                                   | 15 de outubro de 2009 – 19 de junho de 2011 | 612 dias              | 612 dias    |
| Judite Jorge               |      | IX                                                                                       | Efetivo Temporário                                                                        | 1 de julho de 2002 – 19 de abril de 2004 26 de abril de 2004 – 19 de novembro de 2004 | 865 dias              | 880 dias    |
| Judite Jorge               | X    | 26 de fevereiro de 2009 – 13 de março de 2009                                            | Efetivo Temporário                                                                        | 15 dias |                       | 880 dias    |
| Renato Leal                |      | X                                                                                        | Efetivo                                                                                   | 10 de março de 2005 – 14 de outubro de 2009 | 1679 dias             | 1679 dias   |
| Victor Cruz                |      | IX                                                                                       | Efetivo                                                                                   | 5 de abril de 2002 – 1 de julho de 2002 19 de abril de 2004 – 26 de abril de 2004 19 de novembro de 2004 – 10 de março de 2005 | 205 dias              | 247 dias    |
| Victor Cruz                | X    | 10 de março de 2005 – 21 de abril de 2005                                                | Efetivo                                                                                   | 42 dias |                       | 247 dias    |
| José Medeiros Ferreira     |      | VII                                                                                      | Efetivo                                                                                   | 27 de outubro de 1995 – 24 de outubro de 1999 | 1489 dias             | 3450 dias   |
| José Medeiros Ferreira     | VIII | 25 de outubro de 1999 – 4 de abril de 2002                                               | Efetivo                                                                                   | 892 dias |                       | 3450 dias   |
| José Medeiros Ferreira     | IX   | 5 de abril de 2002 – 9 de março de 2005                                                  | Efetivo                                                                                   | 1069 dias |                       | 3450 dias   |
| Isabel Barata              |      | VIII                                                                                     | Efetivo                                                                                   | 25 de outubro de 1999 – 4 de abril de 2002 | 892 dias              | 892 dias    |
| Lalanda Gonçalves          |      | VII                                                                                      | Efetivo                                                                                   | 27 de outubro de 1995 – 24 de outubro de 1999 | 1489 dias             | 1489 dias   |
| José Reis Leite            |      | VI                                                                                       | Efetivo                                                                                   | 4 de novembro de 1991 – 1 de janeiro de 1993 1 de julho de 1993 – 27 de outubro de 1995 | 1273 dias             | 2762 dias   |
| José Reis Leite            | VII  | 27 de outubro de 1995 – 24 de outubro de 1999                                            | Efetivo                                                                                   | 1489 dias |                       | 2762 dias   |
| José Teixeira Dias         |      | VII                                                                                      | Efetivo Temporário                                                                        | 12 de agosto de 1996 – 17 de outubro de 1996 7 de novembro de 1996 – 25 de outubro de 1999 | 1149 dias             | 1149 dias   |
| Ema Paulista               |      | VI                                                                                       | Efetivo Temporário                                                                        | 4 de novembro de 1991 – 27 de outubro de 1995 | 1453 dias             | 1453 dias   |
| José Paulo Casaca          |      | VI                                                                                       | Efetivo Temporário                                                                        | 17 de agosto de 1992 – 1 de novembro de 1992 1 de março de 1993 – 1 de janeiro de 1994 | 382 dias              | 382 dias    |
| Manuel Silva Azevedo       |      | VI                                                                                       | Efetivo                                                                                   | 4 de novembro de 1991 – 20 de outubro de 1995 | 1446 dias             | 1446 dias   |
| Mário Maciel               |      | IV                                                                                       | Efetivo                                                                                   | 4 de novembro de 1985 – 12 de agosto de 1987 | 764 dias              | 3759 dias   |
| Mário Maciel               | V    | 13 de agosto de 1987 – 3 de novembro de 1991                                             | Efetivo                                                                                   | 1543 dias |                       | 3759 dias   |
| Mário Maciel               | VI   | 4 de novembro de 1991 – 26 de outubro de 1995                                            | Efetivo                                                                                   | 1452 dias |                       | 3759 dias   |
| José Martins Goulart       |      | VI                                                                                       | Efetivo                                                                                   | 4 de novembro de 1991 – 1 de março de 1992 1 de novembro de 1992 – 1 de março de 1993 1 de janeiro de 1994 – 27 de outubro de 1995 | 902 dias              | 902 dias    |
| Pedro Gomes                |      | VI                                                                                       | Efetivo Temporário                                                                        | 1 de janeiro de 1993 – 1 de julho de 1993 | 181 dias              | 181 dias    |
| Rui Ávila                  |      | V                                                                                        | Efetivo                                                                                   | 13 de agosto de 1987 – 3 de novembro de 1991 | 1543 dias             | 1712 dias   |
| Rui Ávila                  | VI   | Efetivo Temporário                                                                       | 1 de março de 1992 – 17 de agosto de 1992                                                 | 169 dias |                       | 1712 dias   |
| Álvaro Dâmaso              |      | V                                                                                        | Efetivo                                                                                   | 13 de agosto de 1987 – 23 de fevereiro de 1988 5 de abril de 1988 – 30 de novembro de 1988 2 de fevereiro de 1990 – 22 de junho de 1990 9 de julho de 1990 – 4 de novembro de 1991 | 1059 dias             | 1059 dias   |
| António Ourique Mendes     |      | I                                                                                        | Efetivo                                                                                   | 3 de janeiro de 1980 – 12 de novembro de 1980 | 314 dias              | 3672 dias   |
| António Ourique Mendes     | II   | 13 de novembro de 1980 – 30 de maio de 1983                                              | Efetivo                                                                                   | 928 dias |                       | 3672 dias   |
| António Ourique Mendes     | III  | 31 de maio de 1983 – 3 de novembro de 1985                                               | Efetivo                                                                                   | 887 dias |                       | 3672 dias   |
| António Ourique Mendes     | V    | 13 de agosto de 1987 – 3 de novembro de 1991                                             | Efetivo                                                                                   | 1543 dias |                       | 3672 dias   |
| Germano Domingos           |      | I                                                                                        | Efetivo                                                                                   | 3 de janeiro de 1980 – 12 de novembro de 1980 | 314 dias              | 760 dias    |
| Germano Domingos           | V    | 30 de novembro de 1988 – 2 de fevereiro de 1990 22 de junho de 1990 – 9 de julho de 1990 | Efetivo                                                                                   | 446 dias |                       | 760 dias    |
| José Melo Alves            |      | IV                                                                                       | Efetivo                                                                                   | 4 de novembro de 1985 – 12 de agosto de 1987 | 764 dias              | 2307 dias   |
| José Melo Alves            | V    | 13 de agosto de 1987 – 3 de novembro de 1991                                             | Efetivo                                                                                   | 1543 dias |                       | 2307 dias   |
| Liberal Correia            |      | V                                                                                        | Efetivo                                                                                   | 13 de agosto de 1987 – 3 de novembro de 1991 | 1543 dias             | 1543 dias   |
| Maria Ana Medeiros         |      | V                                                                                        | Efetivo                                                                                   | 13 de agosto de 1987 – 3 de novembro de 1991 | 1543 dias             | 1543 dias   |
| Paulo Silveira             |      | III                                                                                      | Efetivo                                                                                   | 22 de dezembro de 1984 – 17 de março de 1985 25 de março de 1985 – 16 de outubro de 1985 | 290 dias              | 1833 dias   |
| Paulo Silveira             | V    | 13 de agosto de 1987 – 3 de novembro de 1991                                             | Efetivo                                                                                   | 1543 dias |                       | 1833 dias   |
| Ricardo Barros             |      | III                                                                                      | Efetivo                                                                                   | 31 de maio de 1983 – 3 de novembro de 1985 | 887 dias              | 3194 dias   |
| Ricardo Barros             | IV   | 4 de novembro de 1985 – 12 de agosto de 1987                                             | Efetivo                                                                                   | 764 dias |                       | 3194 dias   |
| Ricardo Barros             | V    | 13 de agosto de 1987 – 3 de novembro de 1991                                             | Efetivo                                                                                   | 1543 dias |                       | 3194 dias   |
| José de Vargas Bulcão      |      | II                                                                                       | Efetivo                                                                                   | 13 de novembro de 1980 – 12 de agosto de 1982 15 de agosto de 1982 – 31 de maio de 1983 | 927 dias              | 4121 dias   |
| José de Vargas Bulcão      | III  | 31 de maio de 1983 – 3 de novembro de 1985                                               | Efetivo                                                                                   | 887 dias |                       | 4121 dias   |
| José de Vargas Bulcão      | IV   | 4 de novembro de 1985 – 12 de agosto de 1987                                             | Efetivo                                                                                   | 764 dias |                       | 4121 dias   |
| José de Vargas Bulcão      | V    | 13 de agosto de 1987 – 3 de novembro de 1991                                             | Efetivo                                                                                   | 1543 dias |                       | 4121 dias   |
| António Simas              |      | IV                                                                                       | Efetivo                                                                                   | 4 de novembro de 1985 – 12 de agosto de 1987 | 764 dias              | 764 dias    |
| Roberto Amaral             |      | IV                                                                                       | Efetivo                                                                                   | 4 de novembro de 1985 – 12 de agosto de 1987 | 764 dias              | 764 dias    |
| Vasco Garcia               |      | IV                                                                                       | Efetivo                                                                                   | 4 de novembro de 1985 – 12 de agosto de 1987 | 764 dias              | 764 dias    |
| Avelino Rodrigues          |      | III                                                                                      | Efetivo                                                                                   | 31 de maio de 1983 – 3 de novembro de 1985 | 887 dias              | 887 dias    |
| Octaviano Mota             |      | III                                                                                      | Efetivo                                                                                   | 31 de maio de 1983 – 3 de novembro de 1985 | 887 dias              | 887 dias    |
| Pedro Silva                |      | III                                                                                      | Efetivo                                                                                   | 14 de novembro de 1983 – 13 de dezembro de 1983 15 de dezembro de 1983 – 27 de março de 1984 2 de abril de 1984 – 2 de outubro de 1984 22 de outubro de 1984 – 4 de novembro de 1985 | 695 dias              | 695 dias    |
| Raul Santos                |      | III                                                                                      | Efetivo                                                                                   | 31 de maio de 1983 – 14 de novembro de 1983 13 de dezembro de 1983 – 15 de dezembro de 1983 27 de março de 1984 – 2 de abril de 1984 2 de outubro de 1984 – 22 de outubro de 1984 6 de dezembro de 1984 – 17 de dezembro de 1984 17 de março de 1985 – 25 de março de 1985 16 de outubro de 1985 – 4 de novembro de 1985 | 233 dias              | 233 dias    |
| António Menezes            |      | II                                                                                       | Efetivo                                                                                   | 13 de novembro de 1980 – 30 de maio de 1983 | 928 dias              | 928 dias    |
| Jaime Gama                 |      | I                                                                                        | Efetivo                                                                                   | 3 de janeiro de 1980 – 12 de novembro de 1980 | 314 dias              | 1242 dias   |
| Jaime Gama                 | II   | 13 de novembro de 1980 – 30 de maio de 1983                                              | Efetivo                                                                                   | 928 dias |                       | 1242 dias   |
| João Vasco Paiva           |      | I                                                                                        | Efetivo                                                                                   | 3 de janeiro de 1980 – 12 de novembro de 1980 | 314 dias              | 1242 dias   |
| João Vasco Paiva           | II   | Efetivo                                                                                  | 13 de novembro de 1980 – 30 de maio de 1983                                               | 928 dias |                       | 1242 dias   |
| Manuel Arruda              |      | II                                                                                       | Efetivo                                                                                   | 13 de novembro de 1980 – 30 de maio de 1983 | 928 dias              | 928 dias    |
| Ruben Raposo               |      | II                                                                                       | Efetivo                                                                                   | 13 de novembro de 1980 – 30 de maio de 1983 | 928 dias              | 928 dias    |
| Victor Ponte               |      | II                                                                                       | Efetivo                                                                                   | 13 de novembro de 1980 – 30 de maio de 1983 | 928 dias              | 928 dias    |
| Francisco Cardoso Oliveira |      | I                                                                                        | Efetivo                                                                                   | 3 de janeiro de 1980 – 12 de novembro de 1980 | 314 dias              | 314 dias    |

## Eleições

### 2025
Ver mais detalhes: Eleições legislativas portuguesas de 2025 nos Açores
| Partido                 | Partido                                  | Votos   | %               | +/-  | Deputados | +/-     |
| ----------------------- | ---------------------------------------- | ------- | --------------- | ---- | --------- | ------- |
|                         | Aliança Democrática (PPD/PSD-CDS-PP-PPM) | 36 879  | 36,56 / 100,00  | 3,28 | 3 / 5     | 1       |
|                         | Partido Socialista                       | 23 810  | 23,60 / 100,00  | 5,58 | 1 / 5     | 1       |
|                         | Chega                                    | 23 053  | 22,85 / 100,00  | 7,09 | 1 / 5     | Estável |
|                         | Iniciativa Liberal                       | 3 481   | 3,45 / 100,00   | 0,74 | 0 / 5     | Estável |
|                         | Livre                                    | 2 534   | 2,51 / 100,00   | 0,80 | 0 / 5     | Estável |
|                         | Bloco de Esquerda                        | 2 106   | 2,09 / 100,00   | 1,32 | 0 / 5     | Estável |
|                         | Alternativa Democrática Nacional         | 1 666   | 1,65 / 100,00   | 0,87 | 0 / 5     | Estável |
|                         | Pessoas–Animais–Natureza                 | 1 314   | 1,30 / 100,00   | 0,26 | 0 / 5     | Estável |
|                         | Coligação Democrática Unitária (PCP-PEV) | 1 219   | 1,21 / 100,00   | 0,12 | 0 / 5     | Estável |
|                         | Outros (com menos de 1,00%)              | 643     | 0,64 / 100,00   |      | 0 / 5     |         |
| Votos Inválidos         | Votos Inválidos                          | 4 178   | 4,14 / 100,00   | 0,67 |           |         |
| Total                   | Total                                    | 100 883 | 100,00 / 100,00 |      | 5 / 5     |         |
| Eleitorado/Participação | Eleitorado/Participação                  | 230 289 | 43,81 / 100,00  | 2,38 |           |         |

### 2024
Ver mais detalhes: Eleições legislativas portuguesas de 2024 nos Açores
| Partido                 | Partido                        | Votos   | %               | +/-   | Deputados | +/-     |
| ----------------------- | ------------------------------ | ------- | --------------- | ----- | --------- | ------- |
|                         | Aliança Democrática            | 42 343  | 39,84 / 100,00  | 5,92  | 2 / 5     | Estável |
|                         | Partido Socialista             | 31 015  | 29,18 / 100,00  | 13,66 | 2 / 5     | 1       |
|                         | CHEGA                          | 16 744  | 15,76 / 100,00  | 9,83  | 1 / 5     | 1       |
|                         | Bloco de Esquerda              | 3 622   | 3,41 / 100,00   | 0,86  | 0 / 5     | Estável |
|                         | Iniciativa Liberal             | 2 882   | 2,71 / 100,00   | 1,40  | 0 / 5     | Estável |
|                         | LIVRE                          | 1 816   | 1,71 / 100,00   | 0,79  | 0 / 5     | Estável |
|                         | Pessoas–Animais–Natureza       | 1 654   | 1,56 / 100,00   | 0,19  | 0 / 5     | Estável |
|                         | Coligação Democrática Unitária | 1 160   | 1,09 / 100,00   | 0,40  | 0 / 5     | Estável |
|                         | Outros                         | 1 346   | 1,27 / 100,00   |       | 0 / 5     |         |
| Votos Inválidos         | Votos Inválidos                | 3 691   | 3,48 / 100,00   | 0,05  |           |         |
| Total                   | Total                          | 106 273 | 100,00 / 100,00 |       | 5 / 5     |         |
| Eleitorado/Participação | Eleitorado/Participação        | 230 082 | 46,19 / 100,00  | 9,48  |           |         |

### 2022
Ver mais detalhes: Eleições legislativas portuguesas de 2022 nos Açores
| Partido                 | Partido                        | Votos   | %               | +/-  | Deputados | +/-     |
| ----------------------- | ------------------------------ | ------- | --------------- | ---- | --------- | ------- |
|                         | Partido Socialista             | 36 025  | 42,84 / 100,00  | 2,78 | 3 / 5     | Estável |
|                         | Aliança Democrática            | 28 520  | 33,92 / 100,00  | 1,59 | 2 / 5     | Estável |
|                         | CHEGA                          | 4 986   | 5,93 / 100,00   | 5,08 | 0 / 5     | Estável |
|                         | Bloco de Esquerda              | 3 589   | 4,27 / 100,00   | 3,70 | 0 / 5     | Estável |
|                         | Iniciativa Liberal             | 3 454   | 4,11 / 100,00   | 3,43 | 0 / 5     | Estável |
|                         | Coligação Democrática Unitária | 1 250   | 1,49 / 100,00   | 0,96 | 0 / 5     | Estável |
|                         | Pessoas–Animais–Natureza       | 1 156   | 1,37 / 100,00   | 1,28 | 0 / 5     | Estável |
|                         | Outros (com menos de 1,00%)    | 2 138   | 2,55 / 100,00   |      | 0 / 5     |         |
| Votos Inválidos         | Votos Inválidos                | 2 966   | 3,53 / 100,00   | 2,80 |           |         |
| Total                   | Total                          | 84 084  | 100,00 / 100,00 |      | 5 / 5     |         |
| Eleitorado/Participação | Eleitorado/Participação        | 229 022 | 36,71 / 100,00  | 0,21 |           |         |

### 2019
Ver mais detalhes: Eleições legislativas portuguesas de 2019 nos Açores
| Partido                 | Partido                              | Votos   | %               | +/-  | Deputados | +/-     |
| ----------------------- | ------------------------------------ | ------- | --------------- | ---- | --------- | ------- |
|                         | Partido Socialista                   | 33 472  | 40,06 / 100,00  | 0,31 | 3 / 5     | Estável |
|                         | Partido Social Democrata             | 25 249  | 30,21 / 100,00  | 5,85 | 2 / 5     | Estável |
|                         | Bloco de Esquerda                    | 6 661   | 7,97 / 100,00   | 0,16 | 0 / 5     | Estável |
|                         | CDS – Partido Popular                | 4 014   | 4,80 / 100,00   | -    | 0 / 5     | Estável |
|                         | PESSOAS–ANIMAIS–NATUREZA             | 2 215   | 2,65 / 100,00   | 1,78 | 0 / 5     | Estável |
|                         | CDU – Coligação Democrática Unitária | 2 045   | 2,45 / 100,00   | 0,02 | 0 / 5     | Estável |
|                         | Outros (com menos de 1,00%)          | 4 620   | 5,52 / 100,00   |      | 0 / 5     |         |
| Votos Inválidos         | Votos Inválidos                      | 5 289   | 6,33 / 100,00   | 1,39 |           |         |
| Total                   | Total                                | 83 565  | 100,00 / 100,00 |      | 5 / 5     |         |
| Eleitorado/Participação | Eleitorado/Participação              | 228 954 | 36,50 / 100,00  | 4,72 |           |         |

### 2015
Ver mais detalhes: Eleições legislativas portuguesas de 2015 nos Açores
| Partidos                | Partidos                       | Votos   | %               | +/-   | Deputados | +/-     |
| ----------------------- | ------------------------------ | ------- | --------------- | ----- | --------- | ------- |
|                         | Partido Socialista             | 37 869  | 40,37 / 100,00  | 14,70 | 3 / 5     | 1       |
|                         | Partido Social Democrata       | 33 826  | 36,06 / 100,00  | 11,30 | 2 / 5     | 1       |
|                         | Bloco de Esquerda              | 7 330   | 7,81 / 100,00   | 3,42  | 0 / 5     | Estável |
|                         | Aliança Açores                 | 3 654   | 3,90 / 100,00   | 8,49  | 0 / 5     | Estável |
|                         | Coligação Democrática Unitária | 2 320   | 2,47 / 100,00   | 0,06  | 0 / 5     | Estável |
|                         | Outros                         | 4 174   | 4,45 / 100,00   |       | 0 / 5     |         |
| Votos inválidos         | Votos inválidos                | 4 630   | 4,94 / 100,00   | 0,33  |           |         |
| Total                   | Total                          | 93 803  | 100,00 / 100,00 |       | 5 / 5     |         |
| Eleitorado/Participação | Eleitorado/Participação        | 227 546 | 41,22 / 100,00  | 0,57  |           |         |

### 2011
Ver mais detalhes: Eleições legislativas portuguesas de 2011 nos Açores
| Partidos                | Partidos                       | Votos   | %               | +/-   | Deputados | +/-     |
| ----------------------- | ------------------------------ | ------- | --------------- | ----- | --------- | ------- |
|                         | Partido Social Democrata       | 42 784  | 47,36 / 100,00  | 11,63 | 3 / 5     | 1       |
|                         | Partido Socialista             | 23 195  | 25,67 / 100,00  | 14,05 | 2 / 5     | 1       |
|                         | CDS – Partido Popular          | 10 944  | 12,11 / 100,00  | 1,82  | 0 / 5     | Estável |
|                         | Bloco de Esquerda              | 3 966   | 4,39 / 100,00   | 2,92  | 0 / 5     | Estável |
|                         | Coligação Democrática Unitária | 2 287   | 2,53 / 100,00   | 0,35  | 0 / 5     | Estável |
|                         | Outros                         | 3 009   | 3,32 / 100,00   |       | 0 / 5     |         |
| Votos inválidos         | Votos inválidos                | 4 162   | 4,61 / 100,00   | 1,79  |           |         |
| Total                   | Total                          | 90 347  | 100,00 / 100,00 |       | 5 / 5     |         |
| Eleitorado/Participação | Eleitorado/Participação        | 222 247 | 40,65 / 100,00  | 3,29  |           |         |

### 2009
Ver mais detalhes: Eleições legislativas portuguesas de 2009 nos Açores
| Partidos                | Partidos                       | Votos     | %               | +/-   | Deputados | +/-     |
| ----------------------- | ------------------------------ | --------- | --------------- | ----- | --------- | ------- |
|                         | Partido Socialista             | 0 37 830  | 39,72 / 100,00  | 13,41 | 3 / 5     | Estável |
|                         | Partido Social Democrata       | 0 34 030  | 35,73 / 100,00  | 1,32  | 2 / 5     | Estável |
|                         | CDS – Partido Popular          | 0 9 798   | 10,29 / 100,00  | 6,31  | 0 / 5     | Estável |
|                         | Bloco de Esquerda              | 0 6 965   | 7,31 / 100,00   | 4,40  | 0 / 5     | Estável |
|                         | Coligação Democrática Unitária | 0 2 072   | 2,18 / 100,00   | 0,48  | 0 / 5     | Estável |
|                         | outros                         | 0 1 868   | 2,00 / 100,00   |       | 0 / 5     |         |
|                         | inválidos                      | 0 2 686   | 2,82 / 100,00   | 0,67  |           |         |
| Total                   | Total                          | 0 95 249  | 100,00 / 100,00 |       | 5 / 5     |         |
| Eleitorado/Participação | Eleitorado/Participação        | 0 216 759 | 43,94 / 100,00  | 4,18  |           |         |

### 2005
Ver mais detalhes: Eleições legislativas portuguesas de 2005 nos Açores
| Partidos                | Partidos                       | Votos   | %             | +/-  | Deputados | +/-     |
| ----------------------- | ------------------------------ | ------- | ------------- | ---- | --------- | ------- |
|                         | Partido Socialista             | 48 528  | 53,1 / 100,0  | 12,1 | 3 / 5     | 1       |
|                         | Partido Social Democrata       | 31 385  | 34,4 / 100,0  | 11,0 | 2 / 5     | 1       |
|                         | Partido Popular                | 3 675   | 4,0 / 100,0   | 4,4  | 0 / 5     | Estável |
|                         | Bloco de Esquerda              | 2 636   | 2,9 / 100,0   | 1,5  | 0 / 5     | Estável |
|                         | Coligação Democrática Unitária | 1 575   | 1,7 / 100,0   | 0,3  | 0 / 5     | Estável |
|                         | Outros                         | 1 581   | 1,7 / 100,0   |      | 0 / 5     |         |
| Votos inválidos         | Votos inválidos                | 1 935   | 2,1 / 100,0   | 0,5  |           |         |
| Total                   | Total                          | 91 315  | 100,0 / 100,0 |      | 5 / 5     |         |
| Eleitorado/Participação | Eleitorado/Participação        | 189 376 | 48,2 / 100,0  | 0,1  |           |         |

### 2002
Ver mais detalhes: Eleições legislativas portuguesas de 2002 nos Açores
| Partidos                | Partidos                       | Votos   | %             | +/-     | Deputados | +/-     |
| ----------------------- | ------------------------------ | ------- | ------------- | ------- | --------- | ------- |
|                         | Partido Social Democrata       | 40 740  | 45,4 / 100,0  | 9,6     | 3 / 5     | 1       |
|                         | Partido Socialista             | 36 792  | 41,0 / 100,0  | 12,3    | 2 / 5     | 1       |
|                         | Partido Popular                | 7 521   | 8,4 / 100,0   | 2,8     | 0 / 5     | Estável |
|                         | Bloco de Esquerda              | 1 269   | 1,4 / 100,0   | 0,3     | 0 / 5     | Estável |
|                         | Coligação Democrática Unitária | 1 257   | 1,4 / 100,0   | 0,3     | 0 / 5     | Estável |
|                         | Outros                         | 816     | 0,9 / 100,0   |         | 0 / 5     |         |
| Votos inválidos         | Votos inválidos                | 1 413   | 1,6 / 100,0   | Estável |           |         |
| Total                   | Total                          | 89 808  | 100,0 / 100,0 |         | 5 / 5     |         |
| Eleitorado/Participação | Eleitorado/Participação        | 186 832 | 48,1 / 100,0  | 2,1     |           |         |

### 1999
Ver mais detalhes: Eleições legislativas portuguesas de 1999 nos Açores
| Partidos                | Partidos                       | Votos   | %             | +/-  | Deputados | +/-     |
| ----------------------- | ------------------------------ | ------- | ------------- | ---- | --------- | ------- |
|                         | Partido Socialista             | 49 954  | 53,3 / 100,0  | 15,7 | 3 / 5     | 1       |
|                         | Partido Social Democrata       | 33 524  | 35,8 / 100,0  | 12,0 | 2 / 5     | 1       |
|                         | Partido Popular                | 5 219   | 5,6 / 100,0   | 3,8  | 0 / 5     | Estável |
|                         | Coligação Democrática Unitária | 1 620   | 1,7 / 100,0   | 0,1  | 0 / 5     | Estável |
|                         | Bloco de Esquerda              | 993     | 1,1 / 100,0   | Novo | 0 / 5     | Novo    |
|                         | Outros                         | 945     | 1,0 / 100,0   |      | 0 / 5     |         |
| Votos inválidos         | Votos inválidos                | 1 469   | 1,6 / 100,0   | 0,1  |           |         |
| Total                   | Total                          | 93 724  | 100,0 / 100,0 |      | 5 / 5     |         |
| Eleitorado/Participação | Eleitorado/Participação        | 186 614 | 50,2 / 100,0  | 6,2  |           |         |

### 1995
Ver mais detalhes: Eleições legislativas portuguesas de 1995 nos Açores
| Partidos                | Partidos                       | Votos   | %             | +/-  | Deputados | +/-     |
| ----------------------- | ------------------------------ | ------- | ------------- | ---- | --------- | ------- |
|                         | Partido Social Democrata       | 50 757  | 47,8 / 100,0  | 16,3 | 3 / 5     | 1       |
|                         | Partido Socialista             | 39 909  | 37,6 / 100,0  | 11,8 | 2 / 5     | 1       |
|                         | Partido Popular                | 9 971   | 9,4 / 100,0   | 6,0  | 0 / 5     | Estável |
|                         | Coligação Democrática Unitária | 1 855   | 1,8 / 100,0   | 0,5  | 0 / 5     | Estável |
|                         | Outros                         | 2 158   | 2,0 / 100,0   |      | 0 / 5     |         |
| Votos inválidos         | Votos inválidos                | 1 608   | 1,5 / 100,0   | 0,2  |           |         |
| Total                   | Total                          | 106 258 | 100,0 / 100,0 |      | 5 / 5     |         |
| Eleitorado/Participação | Eleitorado/Participação        | 188 327 | 56,4 / 100,0  | 1,1  |           |         |

### 1991
Ver mais detalhes: Eleições legislativas portuguesas de 1991 nos Açores
| Partidos                | Partidos                         | Votos   | %             | +/- | Deputados | +/-     |
| ----------------------- | -------------------------------- | ------- | ------------- | --- | --------- | ------- |
|                         | Partido Social Democrata         | 67 155  | 64,1 / 100,0  | 2,6 | 4 / 5     | Estável |
|                         | Partido Socialista               | 27 022  | 25,8 / 100,0  | 5,8 | 1 / 5     | Estável |
|                         | Centro Democrático Social        | 3 591   | 3,4 / 100,0   | 0,1 | 0 / 5     | Estável |
|                         | Partido Democrático do Atlântico | 1 632   | 1,6 / 100,0   | -   | 0 / 5     | -       |
|                         | Coligação Democrática Unitária   | 1 406   | 1,3 / 100,0   | 1,0 | 0 / 5     | Estável |
|                         | Outros                           | 2 160   | 2,1 / 100,0   |     | 0 / 5     |         |
| Votos inválidos         | Votos inválidos                  | 1 826   | 1,7 / 100,0   | 0,4 |           |         |
| Total                   | Total                            | 104 792 | 100,0 / 100,0 |     | 5 / 5     |         |
| Eleitorado/Participação | Eleitorado/Participação          | 182 112 | 57,5 / 100,0  | 3,3 |           |         |

### 1987
Ver mais detalhes: Eleições legislativas portuguesas de 1987 nos Açores
| Partidos                | Partidos                       | Votos   | %             | +/-  | Deputados | +/-     |
| ----------------------- | ------------------------------ | ------- | ------------- | ---- | --------- | ------- |
|                         | Partido Social Democrata       | 63 450  | 66,7 / 100,0  | 18,4 | 4 / 5     | 1       |
|                         | Partido Socialista             | 19 017  | 20,0 / 100,0  | 0,1  | 1 / 5     | Estável |
|                         | Centro Democrático Social      | 3 129   | 3,3 / 100,0   | 3,2  | 0 / 5     | Estável |
|                         | Partido Renovador Democrático  | 2 870   | 3,0 / 100,0   | 12,2 | 0 / 5     | 1       |
|                         | Coligação Democrática Unitária | 2 188   | 2,3 / 100,0   | 2,1  | 0 / 5     | Estável |
|                         | Partido da Democracia Cristã   | 977     | 1,0 / 100,0   | 0,3  | 0 / 5     | Estável |
|                         | Outros                         | 1 588   | 1,7 / 100,0   |      | 0 / 5     |         |
| Votos inválidos         | Votos inválidos                | 1 959   | 2,1 / 100,0   | 0,3  |           |         |
| Total                   | Total                          | 95 178  | 100,0 / 100,0 |      | 5 / 5     |         |
| Eleitorado/Participação | Eleitorado/Participação        | 175 532 | 54,2 / 100,0  | 6,0  |           |         |

### 1985
Ver mais detalhes: Eleições legislativas portuguesas de 1985 nos Açores
| Partidos                | Partidos                      | Votos   | %             | +/-  | Deputados | +/-     |
| ----------------------- | ----------------------------- | ------- | ------------- | ---- | --------- | ------- |
|                         | Partido Social Democrata      | 50 137  | 48,3 / 100,0  | 6,2  | 3 / 5     | Estável |
|                         | Partido Socialista            | 20 838  | 20,1 / 100,0  | 11,0 | 1 / 5     | 1       |
|                         | Partido Renovador Democrático | 15 780  | 15,2 / 100,0  | Novo | 1 / 5     | Novo    |
|                         | Centro Democrático Social     | 6 710   | 6,5 / 100,0   | 1,8  | 0 / 5     | Estável |
|                         | Aliança Povo Unido            | 4 532   | 4,4 / 100,0   | 1,3  | 0 / 5     | Estável |
|                         | União Democrática Popular     | 1 192   | 1,2 / 100,0   | 0,6  | 0 / 5     | Estável |
|                         | Outros                        | 2 254   | 2,2 / 100,0   |      | 0 / 5     |         |
| Votos inválidos         | Votos inválidos               | 2 451   | 2,4 / 100,0   | 0,6  |           |         |
| Total                   | Total                         | 103 894 | 100,0 / 100,0 |      | 5 / 5     |         |
| Eleitorado/Participação | Eleitorado/Participação       | 172 664 | 60,2 / 100,0  | 6,3  |           |         |

### 1983
Ver mais detalhes: Eleições legislativas portuguesas de 1983 nos Açores
| Partidos                | Partidos                         | Votos   | %             | +/-     | Deputados | +/-     |
| ----------------------- | -------------------------------- | ------- | ------------- | ------- | --------- | ------- |
|                         | Partido Social Democrata         | 58 536  | 54,5 / 100,0  | 2,5     | 3 / 5     | 1       |
|                         | Partido Socialista               | 33 408  | 31,1 / 100,0  | 3,8     | 2 / 5     | 1       |
|                         | Centro Democrático Social        | 5 020   | 4,7 / 100,0   | 0,2     | 0 / 5     | Estável |
|                         | Aliança Povo Unido               | 3 303   | 3,1 / 100,0   | Estável | 0 / 5     | Estável |
|                         | Partido Democrático do Atlântico | 1 509   | 1,4 / 100,0   | 0,2     | 0 / 5     | Estável |
|                         | Outros                           | 2 343   | 2,2 / 100,0   |         | 0 / 5     |         |
| Votos inválidos         | Votos inválidos                  | 3 267   | 3,0 / 100,0   | 0,5     |           |         |
| Total                   | Total                            | 107 386 | 100,0 / 100,0 |         | 5 / 5     |         |
| Eleitorado/Participação | Eleitorado/Participação          | 161 530 | 66,5 / 100,0  | 9,7     |           |         |

### 1980
Ver mais detalhes: Eleições legislativas portuguesas de 1980 nos Açores
| Partidos                | Partidos                         | Votos   | %             | +/-     | Deputados | +/-     |
| ----------------------- | -------------------------------- | ------- | ------------- | ------- | --------- | ------- |
|                         | Partido Social Democrata         | 68 663  | 57,0 / 100,0  | 5,0     | 4 / 5     | 1       |
|                         | Partido Socialista               | 32 812  | 27,3 / 100,0  | 2,7     | 1 / 5     | 1       |
|                         | Centro Democrático Social        | 5 467   | 4,5 / 100,0   | 2,8     | 0 / 5     | Estável |
|                         | Aliança Povo Unido               | 3 671   | 3,1 / 100,0   | Estável | 0 / 5     | Estável |
|                         | Partido Democrático do Atlântico | 1 878   | 1,6 / 100,0   | Novo    | 0 / 5     | Novo    |
|                         | União Democrática Popular        | 1 566   | 1,3 / 100,0   | 0,4     | 0 / 5     | Estável |
|                         | Outros                           | 2 092   | 1,7 / 100,0   |         | 0 / 5     |         |
| Votos inválidos         | Votos inválidos                  | 4 252   | 3,5 / 100,0   | 0,5     |           |         |
| Total                   | Total                            | 120 401 | 100,0 / 100,0 |         | 5 / 5     |         |
| Eleitorado/Participação | Eleitorado/Participação          | 157 927 | 76,2 / 100,0  | 7,0     |           |         |

### 1979
Ver mais detalhes: Eleições legislativas portuguesas de 1979 nos Açores
| Partidos                | Partidos                  | Votos   | %             | +/- | Deputados | +/-     |
| ----------------------- | ------------------------- | ------- | ------------- | --- | --------- | ------- |
|                         | Partido Social Democrata  | 67 598  | 52,0 / 100,0  | 2,5 | 3 / 5     | 1       |
|                         | Partido Socialista        | 38 975  | 30,0 / 100,0  | 3,6 | 2 / 5     | Estável |
|                         | Centro Democrático Social | 9 518   | 7,3 / 100,0   | 3,4 | 0 / 5     | Estável |
|                         | Aliança Povo Unido        | 3 977   | 3,1 / 100,0   | 1,6 | 0 / 5     | Estável |
|                         | União Democrática Popular | 2 257   | 1,7 / 100,0   | -   | 0 / 5     | -       |
|                         | PCTP/MRPP                 | 1 726   | 1,3 / 100,0   | 0,7 | 0 / 5     | Estável |
|                         | Outros                    | 1 080   | 0,8 / 100,0   |     | 0 / 5     |         |
| Votos inválidos         | Votos inválidos           | 5 143   | 4,0 / 100,0   | 1,3 |           |         |
| Total                   | Total                     | 130 094 | 100,0 / 100,0 |     | 5 / 5     | 1       |
| Eleitorado/Participação | Eleitorado/Participação   | 156 458 | 83,2 / 100,0  | 5,2 |           |         |